# Тополовик
Тополовик (на македонска литературна норма: Тополовиќ) е село в североизточната част на Северна Македония, община Кратово.

## География
Селото e разположено западно от общинския център Кратово.

## История
В XIX век Тополовик е изцяло българско село в Кратовска кааза на Османската империя. Според статистиката на Васил Кънчов („Македония. Етнография и статистика“) от 1900 г. Тополовикъ има 250 жители, всички българи християни.
В началото на XX век население на селото са под върховенството на Българската екзархия. По данни на секретаря на екзархията Димитър Мишев („La Macédoine et sa Population Chrétienne“) през 1905 година в Таполовик (Tapolovik) има 200 българи екзархисти.
При избухването на Балканската война в 1912 година един човек от Тополовик е доброволец в Македоно-одринското опълчение. След Междусъюзническата война селото остава в Сърбия.

## Личности
Родени в Тополовик
- Илия Иванов, македоно-одрински опълченец, Втора рота на Трета солунска дружина[4]